# オスカー・アルバラード
オスカー・"ショットガン"・アルバラード（Oscar Albarado、1948年9月15日 - 2021年2月17日）は、アメリカ合衆国の元プロボクサー。テキサス州ウバルデ出身。元WBA・WBC世界ジュニアミドル級（スーパーウェルター級）統一王者。

## 来歴
メキシコ系。1967年のデビュー以来、強豪ヘッジモン・ルイスに敗れるまで24連勝を飾る。
1974年6月4日、輪島功一の持つWBA・WBC世界ジュニアミドル級王座に挑戦、調子の出ない輪島を15回KOしてタイトルを奪う。同年10月8日、龍反町を7回KOして初防衛に成功。しかし翌1975年1月21日に行われた輪島との再戦では、復調した輪島の動きについていけず、15回判定負け。短命王者に終わった。
2021年2月17日、テキサス州ウーバルデの看護施設で亡くなっていることが分かった。72歳だった。

## 戦績
71戦57勝（43KO）13敗1引分け